# Département de la Guerre des États-Unis
 (juillet 2025).
United States Department of War
Le département de la Guerre des États-Unis (en anglais : United States Department of War) est un ancien département de la branche exécutive du gouvernement fédéral des États-Unis qui est responsable, entre 1789 et 1947, des opérations et du maintien des forces terrestres, puis par la suite des forces terrestres et aériennes américaines. La marine de guerre dépendait elle pendant cette période du département de la Marine (en anglais : Department of the Navy).

## Organisation
Le département de la Guerre était dirigé par le secrétaire à la Guerre (en anglais : United States Secretary of War) qui était également membre du cabinet du président des États-Unis. On désignait aussi le département par War Office (bureau de la Guerre).
Le département de la Guerre fut intégré dans le National Military Establishment le 18 septembre 1947, établissement remplacé par l'actuel département de la Défense le 10 août 1949. Le département de la Guerre fut renommé en département de l'Armée. Le National Military Establishment, puis plus tard le département de la Défense, coiffèrent alors les trois départements militaires du gouvernement fédéral : le département de l'Armée, responsable de l'US Army, le département de la Marine et le nouveau département de la Force aérienne. En effet, au même moment, les forces aériennes (United States Army Air Forces) furent séparées de l'Armée de terre et devinrent l'US Air Force.
Le secrétaire à l'Armée et le secrétaire à la Marine perdirent leur place au Cabinet présidentiel au profit du nouveau secrétaire à la Défense.